# Eulaema pseudocingulata
Eulaema pseudocingulata är en biart som beskrevs av Oliveira 2006. Eulaema pseudocingulata ingår i släktet Eulaema, tribus orkidébin, och familjen långtungebin. Inga underarter finns listade.